# Karl Veidt

Karl Veidt

Karl Veidt (* 20. Februar 1879 in Dörnberg, Unterlahnkreis; † 10. August 1946 in Wiesbaden) war ein deutscher evangelischer Theologe und Vertreter der Bekennenden Kirche. Von 1918 bis 1945 war er Pfarrer in Frankfurt am Main.

## Leben
Veidt besuchte zunächst die Volksschule, dann von 1892 bis 1898 das Gymnasium in Montabaur und studierte im Anschluss in Marburg, Berlin und Halle evangelische Theologie. 1902 trat er eine Stelle bei der Berliner Stadtmission an. 1905 kam er als Vereinsgeistlicher der Inneren Mission nach Frankfurt am Main. Von 1910 bis 1912 war er Hauptschriftleiter der Frankfurter Warte, einer evangelisch-nationalen und antisemitischen, vom Geist Adolf Stoeckers beeinflussten Zeitung. 1912 bis 1914 war Veidt Pfarrer an der Ringkirche in Wiesbaden.
Im gesamten Ersten Weltkrieg diente Veidt als Feldgeistlicher bei der 21. Reserve-Division des deutschen Heeres. Er wurde mit dem Eisernen Kreuz I. und II. Klasse sowie mit dem Militär-Sanitätskreuz ausgezeichnet.
1918 wurde er erstmals als Pfarrer an die Frankfurter Paulskirche berufen, wo er bis 1939 blieb, unterbrochen von einer vierjährigen Berufung als Professor an das Theologische Seminar in Herborn (1925 bis 1929). 1939 wechselte Veidt, ermüdet vom Frankfurter Kirchenkampf, an die Matthäuskirche im Frankfurter Westend. 1944 wurde die Kirche im Zweiten Weltkrieg zerstört und Veidts Dienstwohnung ausgebombt. Er zog nach Wiesbaden-Biebrich, wo er bis zu seiner Pensionierung 1945 Dienst tat. Am 10. August 1946 verstarb er in Wiesbaden.

## Politisches Wirken
Veidt entstammte der Christlich-Sozialen Bewegung und schloss sich nach 1918 zunächst der Deutschnationalen Volkspartei (DNVP) an, wie viele andere Repräsentanten der evangelischen Kirche (unter anderem Otto Dibelius, Theophil Wurm und Johannes Kübel). Von 1919 bis 1920 war er Mitglied der Weimarer Nationalversammlung und von Mai bis Dezember 1924 vertrat er die DNVP als Mitglied des Reichstages.
1929 wandte er sich aus Protest gegen den politischen Kurs Alfred Hugenbergs von der DNVP ab. Veidt lehnte die Hinwendung zum Nationalsozialismus strikt ab. Er wechselte zum Christlich-Sozialen Volksdienst über, für den er von 1932 bis 1933 Abgeordneter im Preußischen Landtag war. Mit der nationalsozialistischen Machtergreifung endete seine politische Laufbahn.

## Veidts Rolle in der Bekennenden Kirche
Als Pfarrer der Paulskirche, der evangelischen Hauptkirche von Frankfurt, besaß Veidt eine exponierte Stellung in der Frankfurter Landeskirche. Obwohl er den Nationalsozialismus ablehnte, begrüßte er doch die nationale Revolution und sah darin eine Chance für eine christliche Wiedererweckungsbewegung in Deutschland. Am 21. März 1933 predigte Pfarrer Veidt vor 2000 Besuchern, darunter zahlreiche Schutzpolizisten, in einem Gottesdienst aus Anlass der Reichstagseröffnung, des „Tages von Potsdam“. Er warnte, die nationale Bewegung müsse „über kurz oder lang versanden,...wenn sie nicht ihre tragende Kraft...bei Jesus und aus dem Evangelium“ hole. „Staat, Volk und Volkstum gehören in den Bereich des Vergänglichen, während Ausgangspunkt und Ende des Reiches Gottes in der Ewigkeit liegen.“
Gegen die Gleichschaltung der evangelischen Kirche, z. B. die Einführung des Führerprinzips und des Arierparagraphen, der die getauften Juden von jeglichen kirchlichen Ämtern ausschloss, konnte er sich nicht zum Widerspruch entschließen. Veidt gehörte zu einer neunköpfigen Gruppe in der Frankfurter Synode, die sich bei der entscheidenden Abstimmung über die neue Kirchenverfassung der Stimme enthielt. Er wollte sich nicht offen gegen den nationalen Staat wenden, der vieles erreicht habe. Die Kirche solle durch Schaffung der Deutschen Evangelischen Kirche zur völkischen Einheit beitragen.
Die weitere Entwicklung ließ ihn schon bald nach der Machtergreifung zu den führenden Vertretern des Pfarrernotbundes werden. Ab 1934 war er Vorsitzender des Landesbruderrates Nassau-Hessen der Bekennenden Kirche und wurde zu einer der Hauptfiguren des Kirchenkampfes in Frankfurt. Ende Mai 1934 nahm er an der Barmer Bekenntnissynode teil, bei der die Barmer Theologische Erklärung verabschiedet wurde. Im Herbst 1934 wurde er durch die Kirchenleitung gemaßregelt und strafversetzt. Veidt hatte gegen den zwangsweisen Zusammenschluss der drei Evangelischen Landeskirchen von Frankfurt, Hessen und Nassau protestiert und gegen die Einsetzung des neuen Landesbischofs Ernst Ludwig Dietrich, eines Vertreters der völkischen Deutschen Christen opponiert.
Veidt weigerte sich jedoch, seine Stelle an der Paulskirche zu räumen. Er klagte vor dem Landgericht Frankfurt gegen die Kirchenleitung und gab auch nicht auf, als er durch kirchliche und städtische Behörden gewaltsam am Betreten der Kirche gehindert wurde. Am 30. April gewann Veidt seinen Prozess gegen die Kirchenleitung. Die Disziplinarmaßnahmen wurden zurückgenommen, und ab Herbst 1935 durfte Veidt wieder als Paulskirchenpfarrer amtieren. Obwohl er seinen Kampf gegen die Landeskirche erfolgreich durchgestanden hatte, war er in den folgenden Jahren zunehmender Verfolgung durch die Gestapo ausgesetzt. Veidt wurde mit Redeverbot belegt und mehrfach in Haft genommen. 1939 wechselte er an die Matthäuskirche im Westend, wo er den Krieg und die Zerstörung der Stadt miterlebte.
Seine Schriften aus dieser Zeit zeigen, dass er trotz der Konflikte mit der Kirchenleitung und den Staats- und Parteiorganen im Wesentlichen an seiner deutschnationalen Gesinnung festhielt. Den Krieg gegen Polen begrüßte er im Gemeindeblatt der Matthäusgemeinde als notwendig, „um die Heimat zu schirmen und unserem Volk und Vaterland eine gesicherte Zukunft und einen ausreichenden Lebensraum zu erkämpfen“. 1941 brachte die falsche Beurkundung eines Ahnenpasses ihn nochmals für vier Wochen ins Gefängnis.
1946 diktierte Veidt, schon von Krankheit gezeichnet, seine Lebenserinnerungen. Darin setzte er sich kritisch mit dem Versagen der evangelischen Kirche vor dem Nationalsozialismus auseinander. Für sich persönlich bekennt er eine Mitschuld an den Verbrechen gegenüber den jüdischen Mitbürgern: „Ich habe einmal an einem Sonntagnachmittag gesehen, wie in der Niedenau aus einem jüdischen Altersheim alle Insassen, lauter bettlägerige Leute, herausgeholt und auf einem Lastwagen abtransportiert wurden. Ich habe nicht den Mut gehabt, hinzugehen und wenigstens einigen der Leute die Hand zu reichen und ihnen zu sagen, daß einige da waren, die mit ihnen litten und das verurteilten, was mit ihnen geschah. Wie ein geschlagener Hund bin ich nach Hause gegangen.“
Die Zerstörungen des Zweiten Weltkrieges interpretierte er indirekt als Folge der Judenverfolgung: Immer wieder mußte ich, als später Frankfurt Stück für Stück in Trümmer sank und wir im Luftschutzkeller im Grauen des Todes saßen, an die Geschichte des Alten Testaments denken, an jenes Schuldbekenntnis der Brüder Josefs: „Das haben wir an unserem Bruder verschuldet, daß wir sahen die Angst seiner Seele, da er uns anflehte, und wir wollten ihn nicht erhören. Darum kommt nun die Trübsal über uns.“